# Monsireigne
Monsireigne település Franciaországban, Vendée megyében. Lakosainak száma 989 fő (2022. január 1.). Monsireigne Le Boupère, Chavagnes-les-Redoux, La Meilleraie-Tillay, Saint-Prouant és Sigournais községekkel határos.

## Népesség
A település népességének változása:
| Lakosok száma | 957  | 972  | 994  | 972  | 964  | 957  | 967  | 972  | 989  |
|               | 2013 | 2015 | 2016 | 2017 | 2018 | 2019 | 2020 | 2021 | 2022 |